# Céline Dion en concert
Albums de Céline Dion
C'est pour toi
(1985) Les Chansons en or
(1986)
Céline Dion en concert est le huitième album de Céline Dion, sorti le 29 décembre 1985 et son premier album live.

## Historique
Extraits de la deuxième tournée canadienne de Céline Dion (36 concerts dans 25 villes), les titres ont été enregistrés lors d'un concert à la salle Wilfrid-Pelletier de Montréal le 31 mai 1985.
Désirant du changement, la jeune chanteuse tourne un peu le dos à son répertoire pour se lancer dans des reprises et des hommages diversifiés – à Michel Legrand et à Félix Leclerc. Sorti uniquement au Québec, aucun single n'est extrait de cet album.
En 1996-1997, pendant le Falling into You World Tour, Céline revient sur l’anecdote de What a Feeling qu'elle chantait phonétiquement lorsqu'elle était plus jeune sans en comprendre les paroles. En 2003, elle reprend en duo avec René Simard la chanson de Michel Legrand Quand on s'aime. Ce titre est inclus sur l'album du chanteur Hier… encore.

## Liste des titres
| No  | Titre | Auteur                                           | Durée |
| --- | --- | ------------------------------------------------ | ----- |
| 1.  | Ouverture (La Première Fois) | Eddy Marnay, Paul Baillargeon                    | 4:18  |
| 2.  | Mon ami m'a quittée | Marnay, Christian Loigerot, Thierry Geoffroy     | 3:12  |
| 3.  | Hommage à Félix Leclerc : Bozo/Le P'tit Bonheur/Moi, mes souliers/Attends-moi "ti-gars"/Le Train du nord                                               | Félix Leclerc                                    | 5:16  |
| 4.  | Up Where We Belong (duo avec Paul Baillargeon) | Will Jennings, Jack Nitzsche, Buffy Sainte-Marie | 2:57  |
| 5.  | Tellement j'ai d'amour pour toi | Marnay, Hubert Giraud                            | 2:55  |
| 6.  | D'amour ou d'amitié | Marnay, Jean Pierre Lang, Roland Vincent         | 3:43  |
| 7.  | Over the Rainbow | Harold Arlen, Edgar Yipsel Harburg               | 3:27  |
| 8.  | Hommage à Michel Legrand : Quand on s'aime/Brûle pas tes doigts/La Valse du lilas/Quand ça balance/Les Moulins de mon cœur (duo avec Paul Baillargeon) | Marnay, Michel Legrand                           | 6:12  |
| 9.  | L'amour est enfant de Bohême (extrait de Carmen) | Georges Bizet                                    | 3:45  |
| 10. | What a Feeling | Giorgio Moroder, Keith Forsey, Irene Cara        | 4:11  |
| 11. | Une colombe | Marcel Lefebvre, Baillargeon                     | 3:25  |
| 12. | Les Chemins de ma maison | Marnay, Patrick Lemaitre, Alain Bernard          | 4:04  |
| 13. | Finale (La Première Fois) | Marnay, Baillargeon                              | 2:16  |

## Distribution
| Pays   | Date          | Label           | Format   | Catalogue |
| ------ | ------------- | --------------- | -------- | --------- |
| Canada | décembre 1985 | Productions TBS | Disque   | TBS 504   |
| Canada | décembre 1985 | Productions TBS | Cassette | TBS 4504  |

## Classements
| Pays                  | Meilleure position | Certification | Vente  |
| --------------------- | ------------------ | ------------- | ------ |
| Canadian Albums Chart | —                  | Or            | 50 000 |